# باند کیو
باند کیو (انگلیسی: Q band) به بازه بسامدی بخش ریزموج طیف الکترومغناطیسی گفته می‌شود که در کاربرد رایج، بازه ۳۳ تا ۵۰ گیگاهرتز را در بر می‌گیرد ولی ممکن است کاربرد این اصطلاح، بسته به منبع، متفاوت باشد. این بازه بسامد با بازه توصیه‌شده توسط WR22 مطابقت دارد. این بسامدها برابر با طول‌موج بین ۶ تا ۹٫۱ میلی‌متر در هوا و خلاء است. در طیف رادیویی، باند کیو در بازه بسامد بس‌بالا (EHF) جای می‌گیرد.
اصطلاح باند کیو در ادبیات فنی، کاربرد کاملاً دقیقی ندارد اما معمولاً به‌طور هم‌زمان زیرمجموعه باند کی‌ای (۲۶٫۵ تا ۴۰ گیگاهرتز) که توسط مؤسسه مهندسان برق و الکترونیک تعیین‌شده و باند وی (۴۰ تا ۷۵ گیگاهرتز) شمرده می‌شود. هیچ‌یک از دو مؤسسه مهندسان برق و الکترونیک (IEEE) و بخش ارتباط رادیویی اتحادیه بین‌المللی مخابرات (ITU-R) که نام‌گذاری باندها در طیف الکترومغناطیسی را تعریف می‌کنند، باند کیو را در استانداردهای خود تعریف نکرده‌اند. سازمان بین‌المللی استانداردسازی (ISO) باند کیو را تعریف کرده اما بازه بسامد آن را ۳۶ تا ۴۶ گیگاهرتز تعریف کرده‌است. دیگر باندهای بسامدی سازمان بین‌المللی استانداردسازی نیز دقیقاً با تعاریف همزمان مؤسسه مهندسان برق و الکترونیک و بخش ارتباط رادیویی اتحادیه بین‌المللی مخابرات مطابقت ندارد.
باند کیو به‌طور عمده در ارتباطات ماهواره‌ای، ارتباطات ریزموج زمینی و مطالعات اخترشناسی رادیویی مانند تلسکوپ QUIET به‌کار می‌رود. این باند همچنین در رادار خودروها و رادارهای بررسی ویژگی‌های سطح زمین کاربرد دارد.